# Santo Domingo (Albay)
Santo Domingo é um município de  quarta classe de renda municipal (d) na província Albay, nas Filipinas. De acordo com o censo de 1 de maio  de  2020 possui uma população de 37 765 pessoas e 8 819 domicílios.